# 马蒂·沃尔什
马丁·约瑟夫·沃尔什（英語：Martin Joseph Walsh，1967年4月10日—），愛爾蘭裔美國人，美国政治人物，民主党籍。2021年1月7日，總統乔·拜登提名沃爾什為劳工部长，於2021年3月就任。曾任波士顿市长、马萨诸塞州众议院沙福克县第13选区议员。
2023年2月7日，拜登總統率領閣員到國會發表国情咨文，沃尔什被指定為指定倖存者在一處秘密安全地點待命，以便在聚集於眾議院會議廳中的總統、副總統以及其他的官員面臨災難時，能按照美國總統繼任順序繼任總統職位。